# Schlichtung
Eine Schlichtung ist die außergerichtliche Beilegung eines Rechtsstreites durch einen von einer neutralen Instanz vorgeschlagenen Kompromiss, der von den Parteien akzeptiert wird.

## Abgrenzung: Mediation – Schlichtung – Schiedsverfahren
Zwar gibt es Überschneidungen, doch gilt als Faustregel Folgendes:
- Die Mediation (englisch mediation) dient ergebnisoffen der Annäherung, wobei am Ende auch eine Einigungsvereinbarung (Vergleich) stehen kann.
- Die Schlichtung (englisch conciliation) zielt von vornherein auf eine Einigungsvereinbarung, die teilweise vom Schlichter (auch: Güterichter, Schiedsperson) vorgeschlagen wird.
- Im Schiedsverfahren (englisch arbitration) kann das Schiedsgericht letztlich verbindlich entscheiden.

Das Gewicht des „Unparteiischen“ (Mediator – Schlichter – Schiedsrichter) nimmt dabei von oben nach unten zu.

## Schlichten als Konfliktbewältigung
Ein Schlichtungsverfahren hat im Vergleich zu einem Rechtsverfahren den Vorteil, dass die Parteien den „Fahrplan“ mit Hilfe eines Mediators selbst bestimmen können. Auf rechtlich fundiertem Boden steht das Verfahren vor einer Gütestelle, das auch das Mediationsverfahren einsetzt, aber einige rechtliche Vorteile bietet, wie etwa die Hemmung der Verjährung oder die Vollstreckbarkeit der Vereinbarung.
Ein Schlichter setzt Methoden der Mediation ein, um die Parteien dabei zu unterstützen, miteinander zu verhandeln. Im Gegensatz zum Mediator macht der Schlichter zusätzlich Ergebnisvorschläge, wenn er dies für zweckmäßig hält, und kann – vorausgesetzt, er ist Anwalt und somit zur Rechtsberatung befugt – auch die Rechtslage in diesem Zusammenhang erläutern. Ein Mediator hingegen nimmt keine solche Einflussnahme auf das Ergebnis.

### Mediation
Mediation und Schlichtung sind durchaus unterschiedliche Begriffe und methodisch unterschiedliche Verfahren. Zwar ist auch die Mediation eine Sonderform der alternativen Konfliktregelung unter Einbeziehung eines Dritten. Der Vermittler in einer Mediation („Mediator“) hat aber keine Befugnis im Hinblick auf den Streitgegenstand. Weder bewertet er die Positionen der Parteien, noch macht er irgendwelche Lösungs- oder Kompromissvorschläge. Die Mediation lebt als Verfahren von der methodischen Vorgehensweise der Mediatoren. Die Mediatoren fördern die Kommunikation und Interessensklärung zwischen den Parteien systematisch mit dem Ziel, eine von ihnen selbst verantwortete Lösung des Konflikts zu ermöglichen. Entsprechend ist in Artikel 1 Mediationsgesetz festgelegt:
(1) Mediation ist ein vertrauliches und strukturiertes Verfahren, bei dem Parteien mithilfe eines oder mehrerer Mediatoren freiwillig und eigenverantwortlich eine einvernehmliche Beilegung ihres Konflikts anstreben.
(2) Ein Mediator ist eine unabhängige und neutrale Person ohne Entscheidungsbefugnis, die die Parteien durch die Mediation führt.
In einigen Bundesländern besteht die Möglichkeit, dass Mediatoren von der Landesregierung als Gütestelle anerkannt und mit einigen Befugnissen ausgestattet werden. Das Niedersächsische Justizministerium veröffentlicht auf seiner Homepage eine Liste der staatlich anerkannten Gütestellen in Niedersachsen. Die Parteien sind mit Unterstützung von professionellen Mediatoren in der Lage, ihre Lösung oder Regelung selbst zu finden, damit ihnen nicht eine Lösung durch einen Dritten auferlegt wird. Dabei stellt sich meistens heraus, dass man das Entweder-oder überwinden kann und die Parteien – oft sogar über den ursprünglichen Streitgegenstand hinaus – gewinnen, das heißt, mit Blick in die Zukunft eine Lösung oder Regelung finden können, die ihren Interessen gleichermaßen und nachhaltig dient. Ein Rechtsanwalt kann ebenfalls als Mediator tätig sein. Die Rechtsanwaltskammern veröffentlichen teilweise Verzeichnisse von Mediatoren.

## Anwendungsbereiche

### Tarifverhandlungen
Bei Tarifverhandlungen ist eine Schlichtung ein zwischen Gewerkschaften und Arbeitgebern vereinbartes Verfahren, um ins Stocken geratene Tarifverhandlungen möglichst ohne Streik und Aussperrung einvernehmlich zu beenden. Für die Dauer der Schlichtung herrscht Friedenspflicht. Von den Arbeitgeberverbänden der privaten Wirtschaft werden Arbeitskämpfe wegen der vorhersehbaren empfindlichen wirtschaftlichen Nachteile gerne vermieden, und deswegen Schlichtungen angestrebt. Im Öffentlichen Dienst gab es 1992 eine Schlichtung, die von den Arbeitgebern aber abgelehnt wurde. Nach einem Streik einigte man sich letztlich in der Größenordnung auf den Schlichterspruch. Eine Schlichtung fand anlässlich der Tarifrunde TVÖD 2010 statt. Unter Vorsitz der Schlichter Schmalstieg und Milbradt haben sich die Tarifparteien in der Schlichtung geeinigt. Die letzte Schlichtung im öffentlichen Dienst fand 2023 mit dem bis dato höchsten Tarifergebnis statt.
Eine Schlichtung kann von jedem der beiden Tarifpartner gefordert werden. Sie ist aber nur möglich, wenn beide der Schlichtung zustimmen. Schlichtungsverfahren in Tarifverhandlungen können von Fall zu Fall formlos vereinbart werden; in der Regel wird dann ein neutraler Vermittler eingeschaltet, der nach Gesprächen mit beiden Tarifparteien einen Kompromissvorschlag tätigt. Einzelne Schlichtungsverfahren sind aber vertraglich festgelegt, so dass Schlichtungsverfahren auf einer festen Rechtsgrundlage stattfinden. So gilt im Öffentlichen Dienst seit dem Arbeitskampf von 1974 auf Bundesebene für Lohn- und Tarifgehaltsvereinbarungen ein verbindliches Schlichtungsabkommen. Nach diesem Verfahren kann innerhalb von 24 Stunden nach Scheitern der Tarifverhandlungen jede der beiden Seiten eine Schlichtung verlangen. Die Gegenseite ist verpflichtet, daran teilzunehmen. Die Schlichtungskommission zählt 20 Mitglieder: neun Vertreter der Gewerkschaft, jeweils drei von Bund, Ländern und Gemeinden, sowie zwei unparteiische Vorsitzende, die von den Tarifparteien jeweils auf zwei Jahre berufen werden und sich von Schlichtung zu Schlichtung im Vorsitz der Verhandlungen ablösen. Nur der jeweilige Vorsitzende ist stimmberechtigt. Spätestens zehn Tage nach Schlichtungsbeginn muss eine Einigungsempfehlung vorliegen, die mindestens eine einfache Mehrheit hat. Über den Schlichterspruch muss verhandelt werden; erst wenn darüber keine Einigung erzielt wird, gelten die Verhandlungen als gescheitert. Solange gilt die Friedenspflicht und keine Seite darf bis dahin einen Arbeitskampf beginnen oder dazu aufrufen.
Während der Weimarer Republik bestand ab 1923 das Instrument der Zwangsschlichtung.

### Schlichtung durch Schiedsämter
Das Motto der Schlichtung durch Schiedsämter beziehungsweise die Schlichtungsbehörde lautet: „Schlichten statt Richten“. Es geht gerade nicht zwingend darum zu beurteilen, welche von beiden Parteien recht hat, sondern darum, eine gemeinsame Lösung des rechtlichen Konflikts zu finden, bei der beide Parteien nachgeben (Vergleich) und mit welcher beide Parteien – sicher im rechtlich zulässigen Rahmen – auskommen können und der Rechtsfrieden wiederhergestellt wird. Das kann auch eine Lösung sein, welche in dieser Form durch ein Gericht nicht entschieden würde.
Die Vergleiche vor den Schiedsämtern gelten genauso wie die Vereinbarungen vor einer Gütestelle für 30 Jahre und sind – wie ein Urteil – vollstreckbar. Es muss jedoch sichergestellt sein, dass die Vergleiche hinreichend bestimmt ausgestaltet sind, so dass – wenn erforderlich – ein Gerichtsvollzieher die Vollziehung auch durchsetzen könnte.
Es bleibt jedoch festzuhalten, dass die Vergleichsquote bei deutlich über 50 % der Fälle liegt und die wenigsten von den Parteien nicht erfüllt werden. Nur bei Nichterfüllung kommt eine Vollstreckung überhaupt in Betracht.

### Schlichtungsverfahren in anderen Bereichen
Die Schlichtung kommt in allen Bereichen der Rechtsordnung vor, soweit das Verfahren nicht ausgeschlossen ist. In einer Schlichtungsordnung sind üblicherweise Angelegenheiten im Familienrecht, oder Angelegenheiten nach Wechsel- und Scheckrecht etc. ausgeschlossen. Sie kommt immer dort zum Tragen, wo sich zwei Parteien nicht auf eine vertragliche Regelung einigen können, dies aber wollen oder sogar müssen. In diesen Fällen ist der Schlichter dazu berufen, einen Einigungsvorschlag, also einen Vorschlag für einen Vertrag zu machen. Je nach Ausgestaltung des Schlichtungsverfahrens ist dieser Vorschlag bindend und setzt die vertragliche Vereinbarung fest (etwa beim zwingenden Einigungsverfahren im Betriebsverfassungsrecht, beim Schiedsamtsverfahren im Krankenversicherungsrecht nach § 89 SGB V), oder der Schlichter kann einen unverbindlichen Vorschlag machen, den die Parteien annehmen oder verwerfen können (Tarifvertragsrecht, aber auch bei § 317 BGB oder im freiwilligen Verfahren vor der betrieblichen Einigungsstelle).
Im österreichischen Behindertengleichstellungsgesetz ist nach § 14 ein verpflichtendes Schlichtungsverfahren vor einer allfälligen Klage vorgeschrieben. Die Ergebnisse können in einer Schlichtungsdatenbank nachgelesen werden.

## Steuerliche Absetzbarkeit
Die Kosten für einen Zivilprozess dürfen nach der Rechtsprechung des BFH in der Steuererklärung als außergewöhnliche Belastung abgesetzt werden. Das muss dann auch für die Kosten eines Schlichtungsverfahrens gelten, mit dem ein Prozess vermieden wird, hat im August 2013 das Finanzgericht Düsseldorf entschieden.